# Zar Paulo
Zar Paulo er et aarhusiansk band, der primært laver dansksproget new-wave pop-rock. Bandet, der består af de fem musikere Martin Kleberg (keyboard), Tobias Schou (trommer), Emil Vammen (vokal), Anton Breinbjerg (bas) og Johan Horsmans (guitar), er blandt andet kendt for hitsene "Tiger", "Ik Gå Så Langt" og "Klap For Fædrelandet".
Gruppens musikalske stil bliver beskrevet som pop-slagsange med new-wave-rock-udtryk. Selv mener bandet, at de både er et pop- og rockband, da den udgivne musik bedst kan kaldes pop, men live ser de sig selv som rockmusikere.
Bandet var i begyndelsen inspireret af det danske indie-rock-band Mew, og de lavede "progressiv 70’er-artrock i 7/8". Siden har de forsøgt sig med punk, akustisk folk og dreampop, før de er landet som pop/rock-band med deres karakteristiske 80’er-inspirerede art-pop.

## Historie
Zar Paulo blev stiftet af de fire skolekammerater Martin, Tobias, Emil og Anton, som begyndte at spille sammen på Mellerup Efterskole. Johan Horsmans (guitar) blev siden en del af bandet, da de alle fem gik på gymnasium. Gruppen udgav debutsinglerne "Radiotårn" og "Højen" i 2018. Året efter, i 2019, udsendte gruppen singlen "I løb". Første del af bandets debutalbum blev udgivet i efteråret 2022 som EP, og hele albummet, Elendig Software, blev udgivet i foråret 2023.
Gruppen startede med at skrive engelskprogede tekster, men overgik til dansk kraftigt inspireret af Minds of 99. Musikken er ofte politisk og forholder sig kritisk til det moderne samfund. Bandet kommenterer især på internet-ificerede og digitaliserede tendenser, der understøtter profitmaksimerende kapitalistiske algoritmer. Derudover handler teksterne om dansk alkoholkultur, spritbilisme, danskhed og teknologi.
Eftersom flere af sangene på gruppens debutalbum Elendig Software allerede havde turneret som singler og på gruppens første EP, blev Elendig Softwares nyhedsværdi af Soundvenue kaldt for lav, men albummet blev samtidig mødt med ros. Soundvenue kalder Elendig Software for en "nyklassiker, der skråler sig ind i den dansksprogede rockhistorie", og Politiken, der udråbte Elendig Software Del 1 som et af de ti bedste albums i 2022, kaldte sangene for "fuldtræffere" og "uimodståelige".

## Diskografi
- Elendig Software (2023)
- Højen.   (2018)
- Radiotårn.  (2018)

## Hæder
- 2024 - Carl Prisen i kategorien Årets komponist inden for rock
- 2024 Guldplade for 10.000 streaming.🏆